# Gruetli-Laager
Gruetli-Laager è un comune degli Stati Uniti d'America, situato nello Stato del Tennessee, nella Contea di Grundy.